# Aspergillus dimorphicus
Aspergillus dimorphicus är en svampart som beskrevs av B.S. Mehrotra & R. Prasad 1969. Aspergillus dimorphicus ingår i släktet Aspergillus och familjen Trichocomaceae.   Inga underarter finns listade i Catalogue of Life.